# Carlos Suárez Mendoza
Carlos Luis Suárez Mendoza (San Felipe, 26 de abril de 1992) es un futbolista venezolano que juega como centrocampista en San Antonio Bulo Bulo de la Primera División de Bolivia.

## Trayectoria
Carlos Suárez comenzó jugando fútbol sala con un equipo llamado Simón Bolívar, en su ciudad natal. Cuando tenía 15 años, llamó la atención de Daniel De Oliveira, quien se lo llevó al Sudamericano sub-15 de 2007, que se realizó en Brasil.

### Caracas FC
Al regresar del certamen juvenil, Caracas FC no dudó ni un momento y lo invitó a unirse a sus filas. "Mono" comenzó con la sub-
20, luego subió al filial y finalmente llegó al plantel principal.

### Portuguesa FC
En julio de 2012, el mediocampista fue cedido por un año al Portuguesa. Jugó 19 partidos con el cuadro rojinegro durante una temporada.

### Carabobo FC
Tras un paso por Deportivo La Guaira, se marchó al Carabobo FC, militando por 4 años en el equipo granate, se convirtió en ídolo de la hinchada y disputó partidos por competencias internacionales, las cuales fueron la Copa Sudamericana 2015 y Copa Libertadores 2017.

### Monagas SC
El 5 de enero de 2018, el Monagas SC adquiere el 50 % de sus derechos deportivos, firmando por tres temporadas. El Mono llegó al Monagas para disputar la fase de grupos de la Copa Libertadores 2018, en donde quedaron eliminados en fase de grupos. El 28 de enero de ese año, conectó un gol en el Monumental de Maturín ante Estudiantes de Caracas, su único tanto con el club.

## Selección nacional
El 20 de mayo de 2016 disputa su primer partido con la Selección de Venezuela, en un partido amistoso no oficial ante la Selección de Galicia. No obstante, al ser un partido ante una selección no reconocida por la FIFA, el encuentro careció de validez para cualquier tipo de estadística.
Debutó oficialmente con la selección el 25 de mayo de aquel año, en un partido amistoso ante Panamá. Fue convocado para formar parte del plantel vinotinto en la Copa América Centenario, pero no sumó ningún minuto. 

### Copa América
| Copa América            | Sede           | Resultado        | Partidos | Goles |
| ----------------------- | -------------- | ---------------- | -------- | ----- |
| Copa América Centenario | Estados Unidos | Cuartos de final | 0        | 0     |

## Clubes
| Club                                 | País      | Año           | Partidos | Goles |
| ------------------------------------ | --------- | ------------- | -------- | ----- |
| Caracas FC                           | Venezuela | 2010-2012     | 15       | 0     |
| Portuguesa FC                        | Venezuela | 2012-2013     | 19       | 0     |
| Deportivo La Guaira                  | Venezuela | 2013          | 13       | 2     |
| Carabobo FC                          | Venezuela | 2014-2017     | 120      | 7     |
| Monagas SC                           | Venezuela | 2018          | 39       | 1     |
| Curicó Unido                         | Chile     | 2019          | 15       | 0     |
| Monagas SC                           | Venezuela | 2020          | 1        | 0     |
| Deportes Melipilla                   | Chile     | 2021          | 20       | 0     |
| Caracas F.C.                         | Venezuela | 2022          | 24       | 1     |
| Anzoátegui Fútbol Club               | Venezuela | 2023-2024     | 18       | 1     |
| Club Deportivo San Antonio Bulo Bulo | Bolivia   | 2025-presente | 1        | 0     |

Actualizado el 6 de abril de 2025.